# El laberinto de Alicia (telenovela colombiana)
El laberinto de Alicia es una serie colombiana producida por Vista Producciones para RCN Televisión en 2014, Es la versión de la producción chilena homónima. 
Está protagonizada por Marcela Carvajal y Patrick Delmas, con las actuaciones antagónicas de Juan Pablo Shuk , César Mora y Joavany Álvarez las actuaciones estelares de Patricia Castañeda, Juliana Galvis y  Ricardo Vélez, la actuación especial de la primera actriz Consuelo Luzardo y la actuación infantil de Isabella García. La adaptación de los libretos estuvo a cargo de Tania Cárdenas y Santiago Ardila.

## Sinopsis
La historia gira alrededor del colegio Los Ángeles, donde la vida de los estudiantes y padres de familia está por volverse un infierno. Valentina es una niña adorable y frágil que está siendo acosada por un extraño.
Alicia Vega es la psicóloga del colegio, ella es experta en el tema de prevención y tratamiento de abusos sexuales a menores. Alicia intuye que las desapariciones extrañas de Valentina pueden estar relacionadas con un caso en el que ella fue protagonista hace algunos años: la captura de Ramón Garmendia, un reconocido siquiatra, quien era un pedófilo que abusaba sexualmente a menores y se escondía bajo su profesión para no dejar sospechas.
Alicia comienza una investigación que la llevará a la locura y estará al lado de Manuel, su exmarido y agente del CTI que la ayudará a dar con el culpable, donde descubre que el abusador pertenece a su círculo más íntimo de amigos y familiares.

## Elenco
- Marcela Carvajal como Alicia Vega.
- Patrick Delmas como Manuel Pascual.
- Juan Pablo Shuk como Rafael Villegas.
- César Mora como Ramón Garmendia.
- Patricia Castañeda como Sofía Villegas.
- Juliana Galvis como Silvia Vega.
- Joavany Álvarez como Efraín León.
- Ricardo Vélez como Francisco Borda.
- Carlos Mariño como Gregorio de La Fuente.
- Consuelo Luzardo como Helena de La Fuente.
- Marco Antonio López S. como Hernán Cano.
- Manuel Prieto como Emilio Borda Villegas.
- Cristina García como Daniela Villegas Anzola.
- Guillermo Blanco como Santiago León Blanco.
- Mariana Garzón como Carolina Berrío.
- Isabella García como Valentina Borda Villegas.
- Mariana Hernández Doncel como Antonia Pascual Vega.
- Juan Pablo Manzanera como Mateo León Vega.
- Marianela Quintero como Karen Moncada.
- Astrid Hernández como Ana María Blanco.
- Yesenia Valencia como Diana Anzola.
- Kiño como Gumersindo Santos
- Jaime Santos como Álvaro de la Fuente.
- Maia Landaburu como Victoria Berrío.
- Carlos Betancur Chow como Guardia 2 - Cárcel Garmendia.

## Premios y nominaciones

### India Catalina
- Mejor Telenovela (Nominada)
- Mejor Actriz Protagónica, Marcela Carvajal (Nominada)
- Mejor Actor Antagónico, César Mora (Nominado)
- Mejor Actriz de Reparto, Consuelo Luzardo (Ganadora), Patricia Castañeda (Nominada)
- Mejor Actor de Reparto, Patrick Delmas (Nominado)
- Revelación del Año, Isabella García (Ganadora)

### TVyNovelas
- Mejor Telenovela (Ganadora)
- Mejor Actriz Protagónica, Marcela Carvajal (Ganadora)
- Mejor Actor Protagónico, Patrick Delmas (Ganador)
- Mejor Actor Antagónico, César Mora (Ganador)
- Mejor Actor de Reparto, Juan Pablo Shuk (Ganador), Ricardo Vélez (Nominado)
- Mejor Actriz de Reparto, Patricia Castañeda (Ganadora)
- Revelación del Año, Isabella García (Ganadora), Manuel Prieto (Nominado), Mariana Hernández (Nominada)

### Premios MUNDOREDTV 2015
- Mejor Telenovela (Nominada)
- Mejor Actriz Protagónica, Marcela Carvajal (Nominada)
- Mejor Actor Protagónico, Patrick Delmas (Nominado)
- Mejor Actor Antagónico, César Mora (Nominado)
- Mejor Actor de Reparto, Carlos Mariño (Nominado)
- Mejor Actriz de Reparto, Patricia Castañeda (Nominada)
- Revelación del Año, Isabella García (Nominada),
- Revelación del Año, Guillermo Blanco (Ganador)
- Revelación del Año, Manuel Prieto (Nominado)
- Actuación Juvenil, Isabella García (Nominada)
- Actuación Juvenil, Cristina Garcia (Ganadora)

## Versiones
- El laberinto de Alicia (versión original de 2011), una producción de TVN, fue protagonizada por Sigrid Alegría y Francisco Reyes, con la participación antagónica de Marcelo Alonso y Mauricio Pesutic.

- Datos: Q18416120